# Liljor (musikalbum)
Liljor är ett musikalbum från 1983 med Lill-Nickes. Inspelad i Studio 38 i Getinge, Halland under maj-juni 1983. Från Lill-Nickes medverkar, Dan Larsson:bas, dragspel och sång, Anders Jönsson:sång, klaviatur och gitarr, Bengt Svensson:trummor, Jan-Erik Mattsson:gitarr, sopran- och altsaxofon och sång, Stig-Olof Petersson:orgel. Övriga medverkande, Camilla Lau:sång på A2, Per Tholin:marimba på B4, Lars-Åke "Snus" Svensson:stråkarrangemang på A2.

## Låtlista
Sida A
1. Liljor (C.Johansson-L.Certain-E.Bigger-G.Stacey)
2. Save Your Love (J.Edwards-S.Edwards)
3. Blue Moon (R.Rodgers)
4. La Paloma (trad.-Monica Forsberg)
5. Minnen från förr (Labelled Wirh Love) (Tillbrook-Difford-S.Wigfors)
6. Änglahund (Hasse Andersson)

Sida B
1. Peta in en pinne i brasan (Put Another Log on the Fire) (S.Silverstein-Ewert Ljusberg)
2. Melody in F (Arthur Rubinstein)
3. Tåget måste gå (Tommy Stjernfeldt)
4. Din (Yours) (G.Roig-Monica Forsberg)
5. Seeman (Werner Scharfenberger)
6. Älska glömma och förlåta (The Wild Side of Life) (W.Warren-A.Carter-Göran Lindberg)